# Schloss Dachsberg

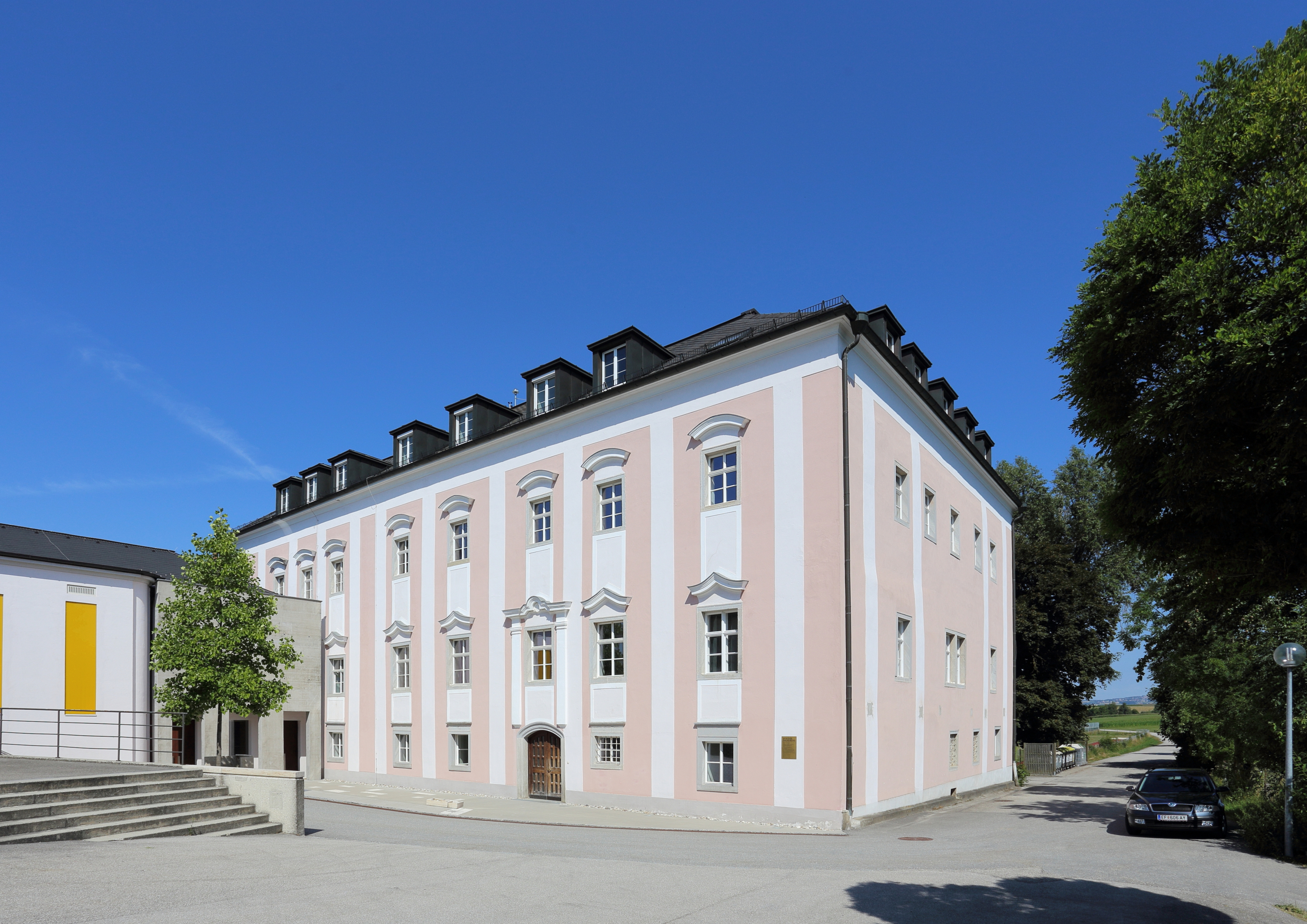
Südostansicht des Schlosses Dachsberg

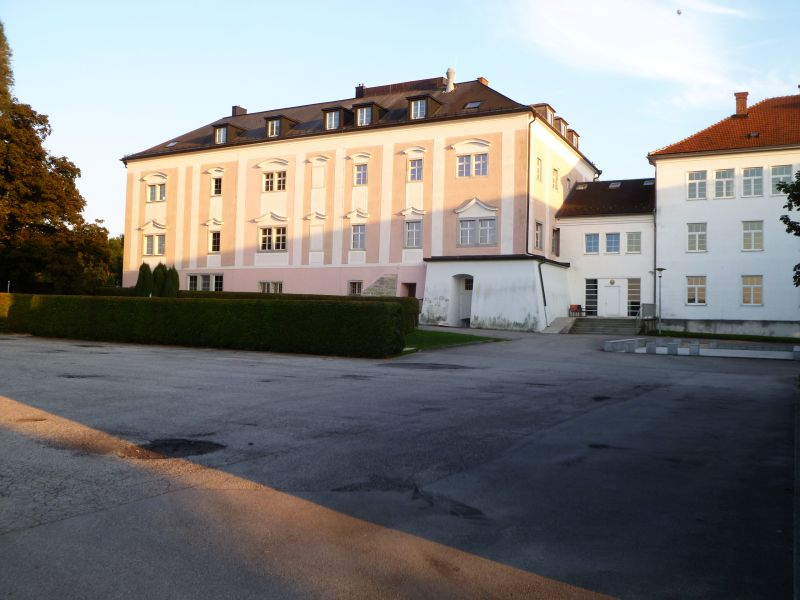
Nordansicht des Schlosses Dachsberg

Das Schloss Dachsberg befindet sich im Ortsteil Dachsberg der Gemeinde Prambachkirchen im Bezirk Eferding im Hausruckviertel in Oberösterreich. Das Gebäude wird seit 1921 vom Gymnasium Dachsberg genutzt und steht unter Denkmalschutz.

## Geschichte
Es gibt bzw. gab zwei Anlagen Dachsberg, die ältere Burg ist die „Veste Tachsperg“, welche etwa 200 m unterhalb des heutigen Schlosses auf einem steil abfallenden Felsvorsprung gegen das Gallsbachtal stand, und das heutige Schloss Dachsberg, das nach einem Brande 1672 neu erbaut wurde.
Erstmals wird die Adelsfamilie Daxberger (Dachsberger, Schreibweise wechselt) um das Jahr 1200 erwähnt. Die Dachsberger waren eine Nebenlinie der hochfreien Herrn von Prambach und besaßen ihren Besitz als freies Eigen. Nach dem Aussterben der Hauptlinie der Prambacher mussten sich die Dachsberger unter den Schutz der Schaunberger stellen und wurden deren Ministeriale. Der 1218 genannte Ulricus de Dahsperch war bereits ein schaunbergerischer Lehensmann. Die Dachsberger gelangten im Laufe der Jahrhunderte zu großem Besitz, zumeist in Niederösterreich gelegen. Im 14. Jahrhundert ließen die Dachsberger ihren Besitz von Burggrafen verwalten. Der Burggraf Renwart der Salchendobler bewohnte die Burg 1366. 1315 wird die Kapelle auf der damaligen Burg der Familie von Friedrich Clingwurm gestiftet. Der letzte der Dachsberger war Jörg von Dachsberg, verheiratet mit der Erbtochter Wilburg des letzten Kapellers und gestorben 1423 zu Wien. 
Noch zu seinen Lebzeiten vermachte Jörg von Dachsberg den Besitz Dachsberg seinen Großneffen Kaspar und Gundacker von Starhemberg. Rüdiger von Starhemberg verkaufte Dachsberg 1463 seinem Vetter Ulrich von Starhemberg. 1493 kam Dachsberg von Gotthard von Starhemberg pfandweise an die Ursula Pernecker († 1547). Nach deren Tod wurde der Besitz wegen aufgekommener Erbstreitigkeiten zuerst öffentlich verwaltet. 
Sodann ging Dachsberg als Heiratsgut der Tochter Elisabeth des Matthias Pernecker 1579 an Wolfgang von Oedt (Oeder) über. Er begann mit dem Bau des neuen Schlosses Dachsberg, wobei großteils das Baumaterial der Burg Dachsberg verwendet wurde. Von ihm erbte sein Sohn Georg aus erster Ehe Dachsberg; dieser erhielt von Erzherzog Karl 1570 die Erlaubnis, das Wappen der Pernecker in sein Wappen aufzunehmen. In zweiter Ehe war Matthias Pernecker mit Susanna von Neuhaus vermählt, die ihm sechs Töchter gebar. Die Tochter Martha Oeder, geb. Pernecker († 1616), die sich mit Georg Schifer († 1600) aus Eferding vermählte, erhielt 1585 den Besitz als Heiratsgut. Unter den Schifer wurde das Schloss 1626 während des oberösterreichischen Bauernaufstands geplündert. Deswegen und wegen eines verheerenden Brandes von 1672 wurde das Schloss neu erbaut.

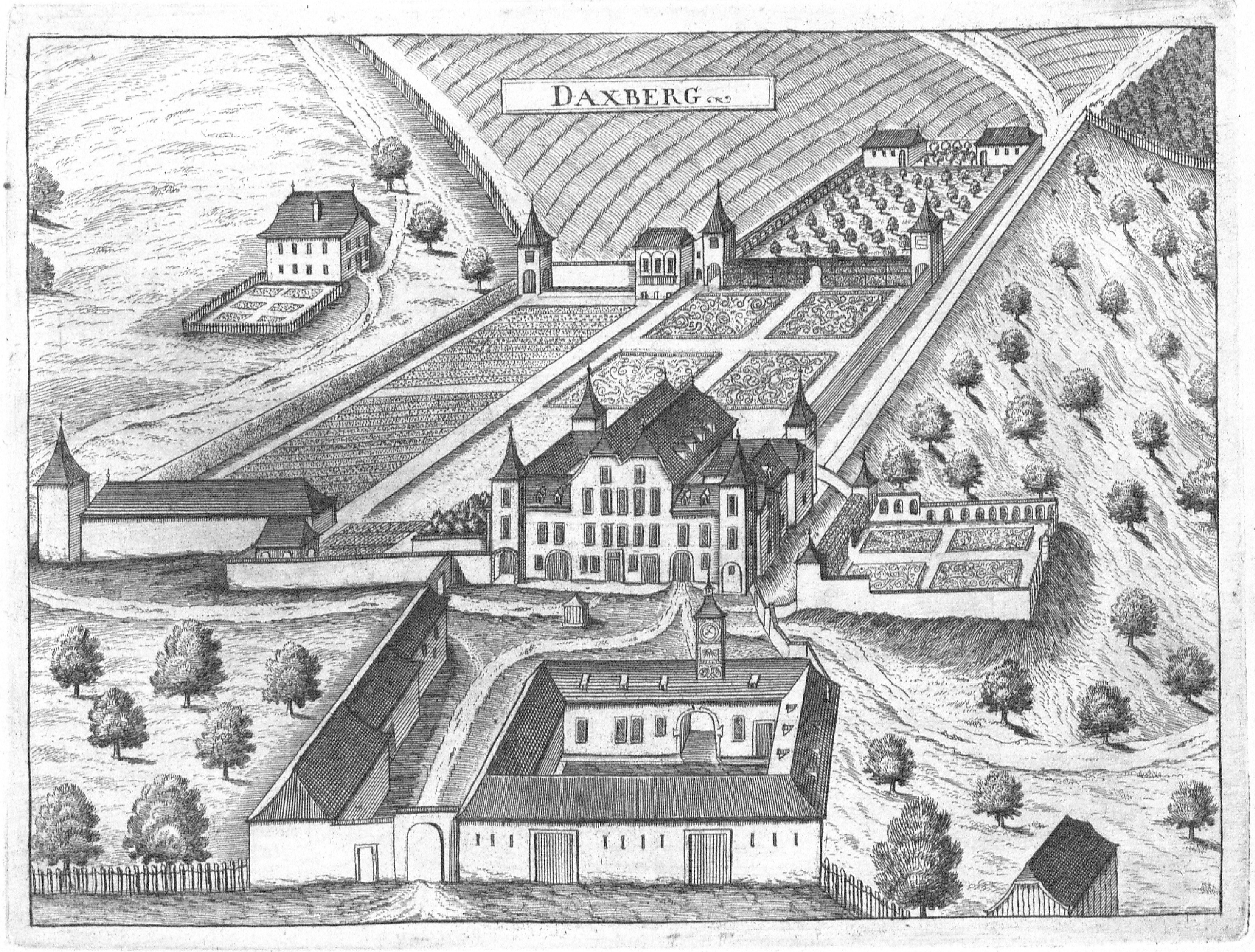
Schloss Dachsberg um 1674, Stich von Georg Matthäus Vischer

1713 verkaufte Theodosius Freiherr von Schifer den Besitz dem Freiherren Josef von Manstorff. 1775 erbte Johann Baptist Freiherr von Pilati von Tassul das Schloss von seiner Mutter Maria Theresia, einer geborenen Manstorff, und nannte sich seither zu Daxberg. 
1827 wurde das Schloss von den Pilati verkauft und es folgte ein rascher Besitzerwechsel, der vor allem zu einem Verkauf des Gutsbestandes führte. Als Besitzer sind zu nennen: Franz Bernklau (1827), der Unternehmer Leopold Ichzenthaler (1833) und durch die Eheschließung von dessen Tochter Leopoldine mit dem österreichischen Postorganisator Gustav Riederer 1859 die Familie Riederer (1877 nobilitiert als „Riederer Ritter von Dachsberg“). Schließlich wurde Dachsberg von dieser 1911 durch die Centralbank der deutschen Sparkassen in Wien ersteigert.
Am 8. Dezember 1920 wurde die Ordensgemeinschaft des hl. Franz von Sales Besitzer des Schlosses und des noch verbliebenen Gutsbestandes. Diese richtete hier eine Internatsschule ein. Während der Wirren des Zweiten Weltkrieges wurde das Gymnasium Dachsberg (auch manchmal „Daxberg“ genannt), trotz Widerstand durch den Schulleiter Karl Eisenbarth, zeitweilig durch den NS-Stillhaltekommissar (Albert Hoffmann) gesperrt. Grund sei ein „Zerwürfnis“ bezüglich der Gegenreformation Ferdinand II. und eines Plädoyers für ein Toleranzpatent Josephs II. gewesen. 1945 wurde Dachsberg von amerikanischer Artillerie beschossen und auch getroffen.

## Baulichkeiten
An der Stelle der Veste Tachsberg ist unter Verwendung älterer Mauerreste eine Lourdesgrotte und ein Totenehrenmal errichtet worden.
Das Schloss Dachsberg ist heute ein rechteckiges dreigeschoßiges Gebäude mit einem danebenstehenden vierflügeligen Wirtschaftshof. Die Fassade stammt aus dem 18. Jahrhundert. Die auf dem Stich von Georg Matthäus Vischer aus dem Jahre 1674 zu sehenden vier Ecktürme sowie das doppelt eingewalmte Dach sind verschwunden, ebenso die ausgedehnten Gartenanlagen.
Das Schloss wurde 1954 grundlegend umgestaltet, wobei bereits 1950 das in den Schlosskomplex einbezogene Schulgebäude errichtet wurde. In dem danebenliegenden Meierhof ist heute u. a. eine Theaterspielstätte untergebracht. 1981 wurde das neue Internatsgebäude eingeweiht.

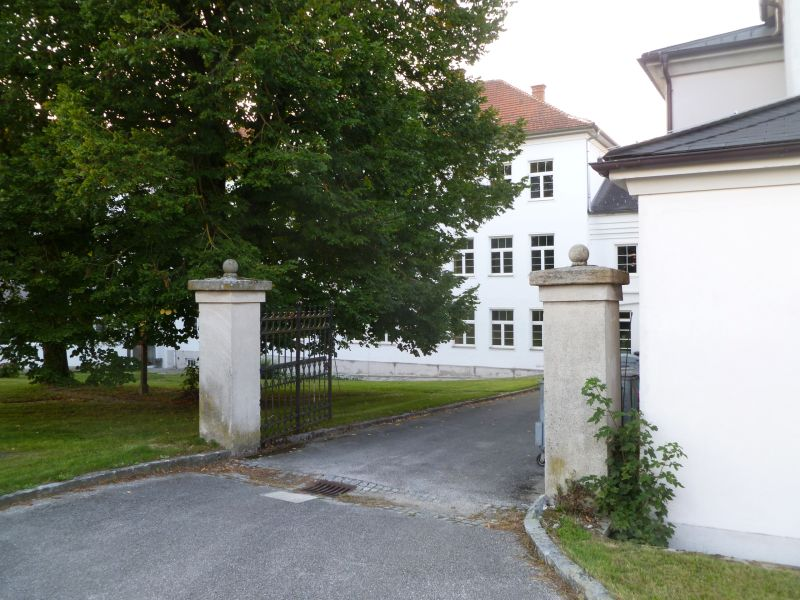
Einfahrt
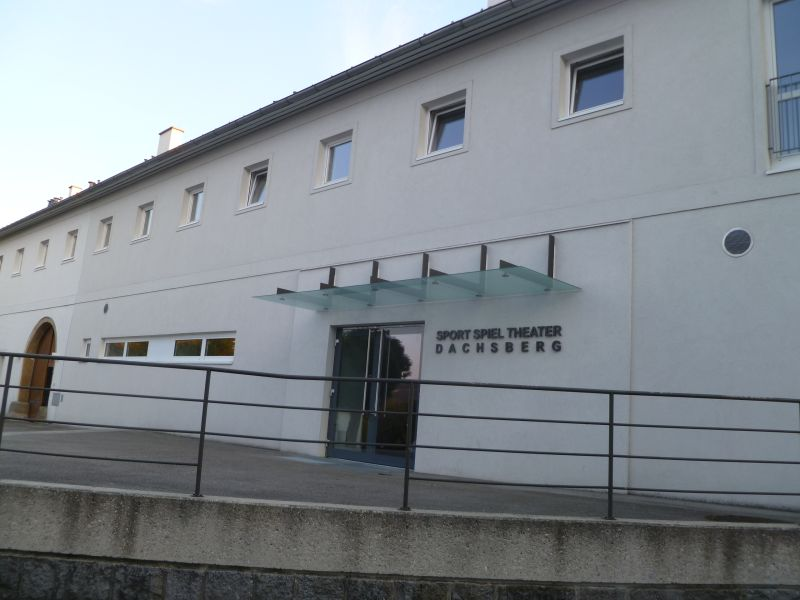
Meierhof
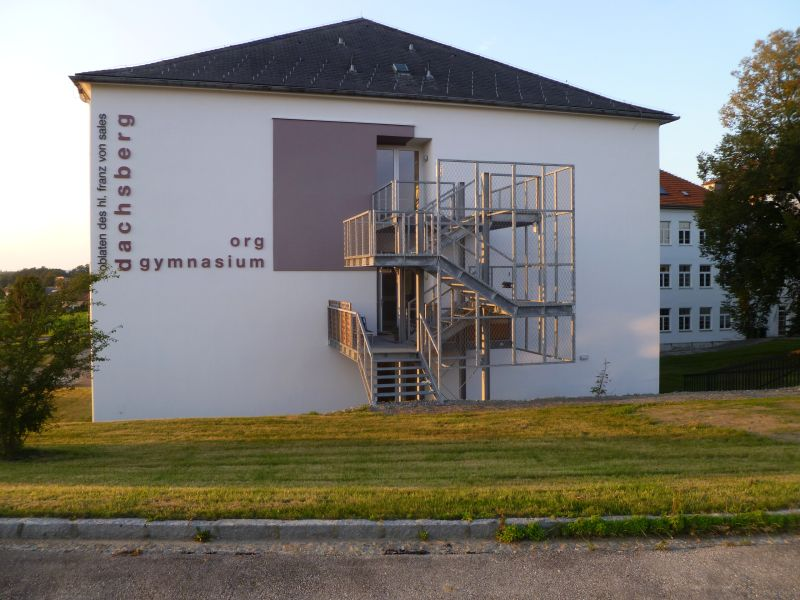
Gymnasium Schloss Dachsberg
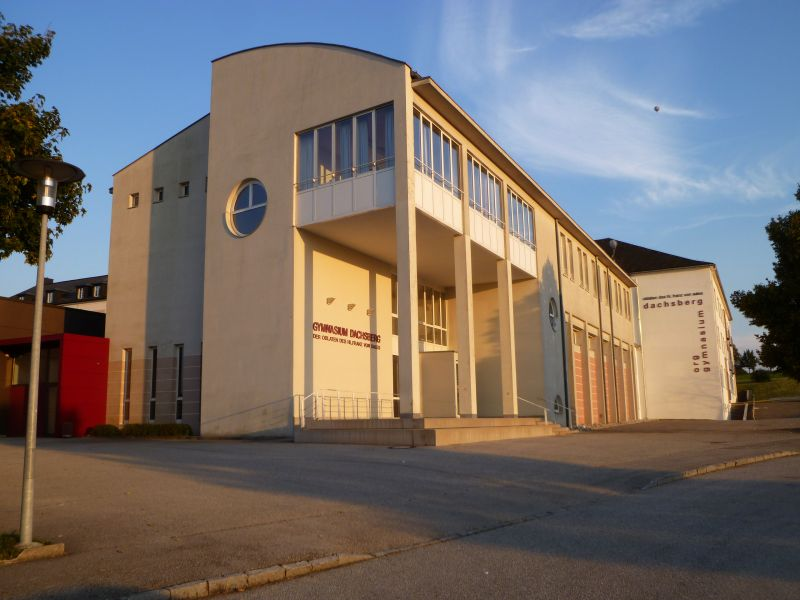
Gymnasium Dachsberg